# Andre the Giant Has a Posse
Andre the Giant Has a Posse è una campagna di arte di strada basata su un'immagine creata da Shepard Fairey nel 1989 a Providence (Rhode Island), negli Stati Uniti. Distribuiti presso la comunità skater, gli adesivi, rappresentanti un'immagine del wrestler André the Giant, presero a comparire in molte città degli Stati Uniti. Fairey descrisse all'epoca la campagna come "un esperimento di fenomenologia".  Nel tempo l'opera è stata riutilizzata in molteplici modi e ha avuto diffusione mondiale. In seguito, Fairey modificò il lavoro stilisticamente e semanticamente, trasformandolo in OBEY Giant.

## Storia

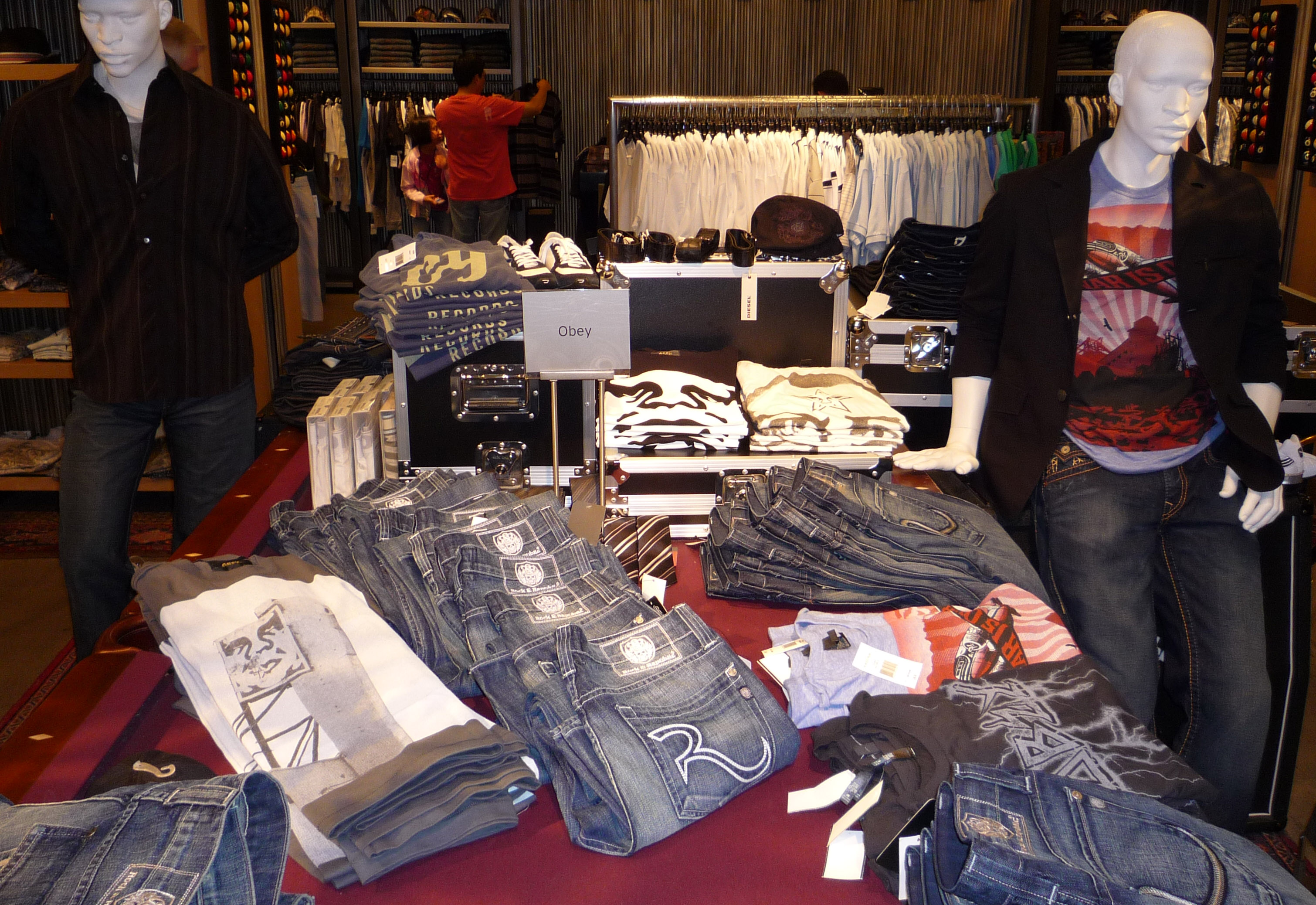
Vestiti OBEY Giant in vendita

Fairey e il compagno della Rhode Island School of Design Ryan Lesser, insieme a Blaize Blouin, Alfred Hawkins, e Mike Mongo crearono degli adesivi con l'immagine del wrestler André the Giant e il testo "ANDRE THE GIANT HAS A POSSE 7' 5", 520 lb", (2.26 metri di altezza per 236 kg, altezza e peso del wrestler) come in-joke diretto alla subcultura skater e hip hop, e cominciarono clandestinamente (e in qualche modo con fanatismo) a diffonderli e ad attaccarli a Providence e nel resto degli Stati Uniti orientali.

In un'intervista al magazine Format del 2008, Fairey disse:
Nei primi anni novanta, decine di migliaia di adesivi furono fotocopiati e serigrafati a mano e apposti in luoghi visibili in tutto il mondo.
"Andre The Giant Has a Posse" è anche il titolo di un documentario del 1995 di Helen Stickler, il primo documentario con Shepard Fairey che racconta la sua campagna di arte di strada.  Il documentario fu proiettato nei cinema di tutto il mondo, riscuotendo successo al Sundance Film Festival del 1997. Nel 2003, il critico cinematografico del Village Voice Ed Halter lo descrisse come: "... leggendario... un eccezionale studio della manipolazione dei media da parte della generazione X. Un'analisi scrupolosa della cultura underground degli anni novanta."

Il timore di una causa legale da parte della Titan Sports, Inc. nel 1994 spinse Fairey a smettere di usare il nome registrato André the Giant, e a creare la più iconica immagine della faccia del wrestler, con la scritta "OBEY" (letteralmente obbedisci). Lo slogan "OBEY" non era soltanto una parodia di una propaganda, ma anche un diretto omaggio ai segnali "OBEY" del film di culto del 1988 Essi vivono, con Roddy Piper. Riferendosi a quella parola, il critico d'arte del San Diego Union-Tribune Robert L. Pincus disse:
 Nick Mount della rivista The Walrus scrive:

## Appropriazione e uso del logo
Fairey è stato più volte criticato per essersi appropriato lavori degli altri. Il designer Baxter Orr modificò in parte il lavoro di Fairey: un disegno chiamato Protect, con l'iconica immagine della faccia del wrestler con la scritta Obey Giant coperta da una maschera respiratoria. Iniziò quindi a vendere riproduzioni e materiale vario attraverso il suo sito. Il 23 aprile 2008, Orr ricevette una lettera di diffida da parte degli avvocati di Fairey, con l'intimazione di ritirare il materiale Protect dal mercato in quanto violava il lavoro di Fairey in quanto marchio registrato. Fairey minacciò di iniziare una causa, definendo Orr un "opportunista" e "parassita"".
Oltre a un numero elevatissimo di adesivi, OBEY Giant è stato riprodotto con stencil, murales, e numerosi poster, su spazi pubblici e privati, dalle facciate di palazzi a segnali stradali, oltre che su fermate di mezzi pubblici e metropolitane.

## Parodie
L'originale adesivo André the Giant has a posse è stato ampiamente modificato a scopi umoristici. In molti adesivi-parodia, l'immagine di André the Giant è stata sostituita dall'immagine in bianco e nero stilizzata di un altro personaggio, con i valori di altezza e peso modificati. Per esempio, l'adesivo "Tattoo the Midget has a bigger posse" mostra l'immagine di Hervé Villechaize mentre interpreta il personaggio "Tattoo" di Fantasy Island. L'adesivo di Colin Purrington "Charles Darwin has a posse" raffigura un'immagine in bianco e nero di Charles Darwin, che promuove la teoria dell'evoluzione.  Durante la campagna presidenziale del 2000 "Ralph Nader has a Posse" apparve nei college statunitensi.  Altri adesivi rappresentano diversi personaggi, tra i quali il personaggio di Homestar Runner Strong Mad.
Un'altra parodia di "Obey" raffigura un'immagine di Henry David Thoreau con la scritta "Disobey" richiamo al suo saggio Disobbedienza civile.
Gli sticker parodia sono facilmente visibili in zone dove l'immagine di Andrè The Giant è già conosciuta, come SoHo, Manhattan, o South Street, a Philadelphia. Un luogo inusuale dove fu apposto un adesivo è il laboratorio di fisica Fermilab dove il personaggio rappresentato nell'adesivo è il direttore del laboratorio.
Tenacious D ha prodotto adesivi con lo slogan "Obey the D". Guitar Hero II ha un adesivo "Vlad has a Posse" che appare in vari momenti di caricamento del gioco. Electronic Frontier Foundation ha creato un adesivo con lo slogan "Fair Use Has a Posse". "Joey Deacon Has A Posse" è invece un adesivo comparso nel Regno Unito.
Gli adesivi "Jack has a posse" sono apparsi al Gaslamp Quarter di San Diego nel luglio 2011 durante la Esri International User Conference che si teneva al vicino San Diego Convention Center.  Gli adesivi raffiguravano l'imprenditore Jack Dangermond, fondatore della Esri.
ThinkGeek ha prodotto una t-shirt con la scritta "Fezzik Has a Posse" nel marzo 2012, in riferimento al ruolo di Fezzik che André the Giant ebbe nel film La storia fantastica del 1987.
Nel 2014 il wrestler della WWE Daniel Bryan iniziò a indossare una t-shirt con la sua faccia stilizzata e lo slogan "YES".